# Società Sportiva Sambenedettese 1961-1962
Questa pagina raccoglie le informazioni riguardanti la Società Sportiva Sambenedettese nelle competizioni ufficiali della stagione 1961-1962.

## Rosa
| N. |                   | Ruolo | Calciatore             |
| -- | ----------------- | ----- | ---------------------- |
|    | Italia (bandiera) | P     | Giorgio Bandini        |
|    | Italia (bandiera) | C     | Paolo Beni             |
|    | Italia (bandiera) | A     | Angelo Buratti         |
|    | Italia (bandiera) | D     | Giancarlo Capucci      |
|    | Italia (bandiera) | A     | Agostino Di Bartolomeo |
|    | Italia (bandiera) | C     | Mario Ercoli           |
|    | Italia (bandiera) | A     | Fulvio Fonda           |
|    | Italia (bandiera) | D     | Gianfranco Garbuglia   |
|    | Italia (bandiera) | A     | Enzo Laurenzi          |
|    | Italia (bandiera) | C     | Paolo Lavoratornovo    |
|    | Italia (bandiera) | A     | Guido Macor            |
|    | Italia (bandiera) | C     | Alberto Mari           |
|    | Italia (bandiera) | A     | William Martegiani     |

| N. |                   | Ruolo | Calciatore           |
| -- | ----------------- | ----- | -------------------- |
|    | Italia (bandiera) | D     | Piero Merlo          |
|    | Italia (bandiera) | C     | Enrico Nicchi        |
|    | Italia (bandiera) | A     | Nicola Novali        |
|    | Italia (bandiera) | A     | Remo Pennati         |
|    | Italia (bandiera) | P     | Franco Rosei         |
|    | Italia (bandiera) | D     | Angelo Ruffinoni     |
|    | Italia (bandiera) | C     | Giorgio Rumignani    |
|    | Italia (bandiera) | D     | Vittorio Russo       |
|    | Italia (bandiera) | P     | Franco Sattolo       |
|    | Italia (bandiera) | A     | Sergio Savini        |
|    | Italia (bandiera) | C     | Mario Sestili        |
|    | Italia (bandiera) | A     | Giorgio Valentinuzzi |
|    | Italia (bandiera) | D     | Carlo Alberto Volpi  |

## Risultati

### Serie B

#### Girone di andata
| 3 settembre 1961 1ª giornata | Simmenthal-Monza | 3 – 0 | Sambenedettese |  |

| 10 settembre 1961 2ª giornata | Sambenedettese | 0 – 0 | Parma |  |

| 17 settembre 1961 3ª giornata | Como | 2 – 0 | Sambenedettese |  |

| 24 settembre 1961 4ª giornata | Sambenedettese | 1 – 0 | Verona |  |

| 1º ottobre 1961 5ª giornata | Lazio | 3 – 0 | Sambenedettese |  |

| 8 ottobre 1961 6ª giornata | Sambenedettese | 0 – 0 | Bari |  |

| 22 ottobre 1961 7ª giornata | Catanzaro | 1 – 0 | Sambenedettese |  |

| 29 ottobre 1961 8ª giornata | Cosenza | 1 – 0 | Sambenedettese |  |

| 5 novembre 1961 9ª giornata | Sambenedettese | 2 – 2 | Reggiana |  |

| 19 novembre 1961 10ª giornata | Messina | 2 – 1 | Sambenedettese |  |

| 26 novembre 1961 11ª giornata | Sambenedettese | 0 – 0 | Modena |  |

| 3 dicembre 1961 12ª giornata | Sambenedettese | 1 – 2 | Pro Patria |  |

| 10 dicembre 1961 13ª giornata | Novara | 0 – 2 | Sambenedettese |  |

| 17 dicembre 1961 14ª giornata | Prato | 2 – 0 | Sambenedettese |  |

| 24 dicembre 1961 15ª giornata | Sambenedettese | 1 – 0 | Brescia |  |

| 31 dicembre 1961 16ª giornata | Lucchese | 1 – 1 | Sambenedettese |  |

| 7 gennaio 1962 17ª giornata | Genoa | 4 – 2 | Sambenedettese |  |

| 14 gennaio 1962 18ª giornata | Sambenedettese | 2 – 1 | Alessandria |  |

| 21 gennaio 1962 19ª giornata | Sambenedettese | 1 – 0 | Napoli |  |

#### Girone di ritorno
| 28 gennaio 1962 20ª giornata | Sambenedettese | 1 – 1 | Simmenthal-Monza |  |

| 4 febbraio 1962 21ª giornata | Parma | 0 – 0 | Sambenedettese |  |

| 11 febbraio 1962 22ª giornata | Sambenedettese | 1 – 1 | Como |  |

| 18 febbraio 1962 23ª giornata | Verona | 0 – 0 | Sambenedettese |  |

| 25 febbraio 1962 24ª giornata | Sambenedettese | 1 – 0 | Lazio |  |

| 4 marzo 1962 25ª giornata | Bari | 0 – 0 | Sambenedettese |  |

| 11 marzo 1962 26ª giornata | Sambenedettese | 0 – 0 | Catanzaro |  |

| 18 marzo 1962 27ª giornata | Sambenedettese | 2 – 1 | Cosenza |  |

| 25 marzo 1962 28ª giornata | Reggiana | 1 – 2 | Sambenedettese |  |

| 1º aprile 1962 29ª giornata | Sambenedettese | 0 – 0 | Messina |  |

| 8 aprile 1962 30ª giornata | Modena | 0 – 0 | Sambenedettese |  |

| 15 aprile 1962 31ª giornata | Pro Patria | 2 – 1 | Sambenedettese |  |

| 22 aprile 1962 32ª giornata | Sambenedettese | 1 – 1 | Novara |  |

| 29 aprile 1962 33ª giornata | Sambenedettese | 2 – 0 | Prato |  |

| 6 maggio 1962 34ª giornata | Brescia | 4 – 0 | Sambenedettese |  |

| 13 maggio 1962 35ª giornata | Sambenedettese | 2 – 2 | Lucchese |  |

| 20 maggio 1962 36ª giornata | Sambenedettese | 2 – 1 | Genoa |  |

| 27 maggio 1962 37ª giornata | Alessandria | 2 – 1 | Sambenedettese |  |

| 3 giugno 1962 38ª giornata | Napoli | 2 – 0 | Sambenedettese |  |

## Statistiche

### Statistiche di squadra
| Competizione | Punti | In casa | In casa | In casa | In casa | In casa | In casa | In trasferta | In trasferta | In trasferta | In trasferta | In trasferta | In trasferta | Totale | Totale | Totale | Totale | Totale | Totale | DR  |
| Competizione | Punti | G       | V       | N       | P       | Gf      | Gs      | G            | V            | N            | P            | Gf           | Gs           | G      | V      | N      | P      | Gf     | Gs     | DR  |
| ------------ | ----- | ------- | ------- | ------- | ------- | ------- | ------- | ------------ | ------------ | ------------ | ------------ | ------------ | ------------ | ------ | ------ | ------ | ------ | ------ | ------ | --- |
| Serie B      | 35    | 19      | 8       | 10      | 1       | 20      | 12      | 19           | 2            | 5            | 12           | 10           | 30           | 38     | 10     | 15     | 13     | 30     | 42     | -12 |
| Coppa Italia |       | 1       | 0       | 1       | 0       | 1       | 1       | -            | -            | -            | -            | -            | -            | 1      | 0      | 1      | 0      | 1      | 1      | 0   |
| Totale       |       | 20      | 8       | 11      | 1       | 21      | 13      | 19           | 2            | 5            | 12           | 10           | 30           | 39     | 10     | 16     | 13     | 31     | 43     | -12 |

### Statistiche dei giocatori
| Giocatore        | Serie B  | Serie B | Coppa Italia | Coppa Italia | Totale   | Totale |
| Giocatore        | Presenze | Reti    | Presenze     | Reti         | Presenze | Reti   |
| ---------------- | -------- | ------- | ------------ | ------------ | -------- | ------ |
| G. Bandini       | 11       | -13     | -            | -            | 11       | -13    |
| P. Beni          | 25       | 3       | 1            | 0            | 26       | 3      |
| A. Buratti       | 31       | 1       | 1            | 1            | 32       | 2      |
| G. Capucci       | 36       | 0       | 1            | 0            | 37       | 0      |
| A. Di Bartolomeo | 5        | 0       | 1            | 0            | 6        | 0      |
| M. Ercoli        | 4        | 0       | 1            | 0            | 5        | 0      |
| F. Fonda         | 1        | 0       | -            | -            | 1        | 0      |
| G. Garbuglia     | 36       | 0       | 1            | 0            | 37       | 0      |
| E. Laurenzi      | 3        | 0       | -            | -            | 3        | 0      |
| P. Lavoratornovo | 12       | 2       | -            | -            | 12       | 2      |
| G. Macor         | 31       | 7       | 1            | 0            | 32       | 7      |
| A. Mari          | 1        | 0       | 1            | 0            | 2        | 0      |
| W. Martegiani    | 3        | 0       | -            | -            | 3        | 0      |
| P. Merlo         | 24       | 4       | -            | -            | 24       | 4      |
| E. Nicchi        | 34       | 4       | 1            | 0            | 35       | 4      |
| N. Novali        | 5        | 1       | 1            | 0            | 6        | 1      |
| R. Pennati       | 13       | 2       | -            | -            | 13       | 2      |
| F. Rosei         | 1        | -3      | 1            | -1           | 2        | -4     |
| A. Ruffinoni     | 37       | 2       | 1            | 0            | 38       | 2      |
| G. Rumignani     | 19       | 1       | -            | -            | 19       | 1      |
| V. Russo         | 1        | 0       | -            | -            | 1        | 0      |
| F. Sattolo       | 26       | -26     | -            | -            | 26       | -26    |
| S. Savini        | 2        | 0       | -            | -            | 2        | 0      |
| M. Sestili       | 16       | 3       | -            | -            | 16       | 3      |
| G. Valentinuzzi  | 31       | 0       | -            | -            | 31       | 0      |
| C.A. Volpi       | 10       | 0       | -            | -            | 10       | 0      |